# Canada Open
Die Canada Open (bis 2007 Canadian Open) sind im Badminton die offenen internationalen Meisterschaften von Kanada in Calgary. Sie werden jährlich seit 1957 ausgetragen, wurden jedoch zweimal (1996–1998 und 2000–2001) unterbrochen. 1957 bis 1961 wurden die nationalen Titelkämpfe im Rahmen der Canadian Open ausgetragen, es gab also keine separate Meisterschaft, wo nur kanadische Sportler starten durften. 2008 und 2009 fanden als Ersatz die Atwater Canadian International statt.

## Die Sieger
| Saison    | Herreneinzel                | Dameneinzel             | Herrendoppel                                    | Damendoppel                         | Mixed                                       |
| --------- | --------------------------- | ----------------------- | ----------------------------------------------- | ----------------------------------- | ------------------------------------------- |
| 1957      | David McTaggart             | Judy Devlin             | Donald Smythe Budd Porter                       | Sue Devlin Judy Devlin              | Bob Williams Ethel Marshall                 |
| 1958      | David McTaggart             | Jean Miller             | Donald Smythe Budd Porter                       | Marjory Shedd Joan Hennessy         | Bill Purcell Marjory Shedd                  |
| 1959      | Tan Joe Hok                 | Judy Devlin             | Lim Say Hup Teh Kew San                         | Sue Devlin Judy Devlin              | Don P. Davis Judy Devlin                    |
| 1960      | Tan Joe Hok                 | Marjory Shedd           | Lim Say Hup Teh Kew San                         | Lois Alston Beulah Armendariz       | Finn Kobberø Jean Miller                    |
| 1961      | Erland Kops                 | Marjory Shedd           | Finn Kobberø Jørgen Hammergaard Hansen          | Marjory Shedd Dorothy Tinline       | Finn Kobberø Jean Miller                    |
| 1962      | Ferry Sonneville            | Marjory Shedd           | Jim Poole Bob Williams                          | Marjory Shedd Dorothy Tinline       | Berndt Dahlberg Dorothy Tinline             |
| 1963      | Erland Kops                 | Marjory Shedd           | Erland Kops Robert McCoig                       | Marjory Shedd Dorothy Tinline       | Erland Kops Claire Lovett                   |
| 1964      | Channarong Ratanaseangsuang | Jean Miller             | Eiichi Nagai Eiichi Sakai                       | Marjory Shedd Dorothy Tinline       | James Carnwath Marjory Shedd                |
| 1965      | Channarong Ratanaseangsuang | Jean Miller             | Jim Poole Channarong Ratanaseangsuang           | Tyna Barinaga Caroline Jensen       | Robert McCoig Margaret Barrand              |
| 1966      | Tan Aik Huang               | Judy Hashman            | Ng Boon Bee Tan Yee Khan                        | Judy Hashman Sue Peard              | Ng Boon Bee Ulla Strand                     |
| 1967      | Erland Kops                 | Alison Daysmith         | Roger Mills Colin Beacom                        | Patricia Moody Jean Miller          | Roger Mills Sharon Whittaker                |
| 1968      | Bruce Rollick               | Sharon Whittaker        | Sangob Rattanusorn Chavalert Chumkum            | Sharon Whittaker Mimi Nilsson       | Sangob Rattanusorn Lois Alston              |
| 1969      | Rudy Hartono                | Eva Twedberg            | Tony Jordan Robert McCoig                       | Retno Koestijah Minarni Sudaryanto  | Darmadi Minarni Sudaryanto                  |
| 1970      | Ippei Kojima                | Tyna Barinaga           | Raphi Kanchanaraphi Channarong Ratanaseangsuang | Susan Whetnall Margaret Boxall      | Ippei Kojima Susan Whetnall                 |
| 1971      | Rudy Hartono                | Hiroe Yuki              | Ng Boon Bee Punch Gunalan                       | Noriko Takagi Hiroe Yuki            | Ng Boon Bee Sylvia Ng                       |
| 1972      | Derek Talbot                | Eva Twedberg            | Mike Tredgett Ray Stevens                       | Anne Berglund Pernille Kaagaard     | Flemming Delfs Pernille Kaagard             |
| 1973      | Jamie Paulson               | Nancy McKinley          | Jamie Paulson Yves Paré                         | Margaret Beck Joke van Beusekom     | nicht ausgetragen                           |
| 1974      | Jamie Paulson               | Jane Youngberg          | Shoichi Toganoo Nobutaka Ikeda                  | Jane Youngberg Barbara Welch        | Raphi Kanchanaraphi Barbara Welch           |
| 1975      | Ray Stevens                 | Margaret Beck           | Mike Tredgett Ray Stevens                       | Margaret Beck Joke van Beusekom     | nicht ausgetragen                           |
| 1976      | Bandid Jaiyen               | Wendy Clarkson          | Mike Tredgett Ray Stevens                       | Margaret Lockwood Nora Gardner      | nicht ausgetragen                           |
| 1977      | Flemming Delfs              | Wendy Clarkson          | Thomas Kihlström Bengt Fröman                   | Nora Perry Karen Puttick            | David Eddy Nora Perry                       |
| 1978      | Flemming Delfs              | Wendy Clarkson          | Thomas Kihlström Bengt Fröman                   | Sonoe Ohtsuka Kazuko Sekine         | Steen Skovgaard Wendy Clarkson              |
| 1979      | Morten Frost                | Fumiko Tookairin        | Christian Hadinata Ade Chandra                  | Imelda Wiguna Verawaty Wiharjo      | Christian Hadinata Imelda Wiguna            |
| 1980      | Morten Frost                | Gillian Gilks           | Mike Tredgett Ray Stevens                       | Nora Perry Jane Webster             | Mike Tredgett Nora Perry                    |
| 1981      | Nick Yates                  | Sang Yanqin             | Thomas Kihlström Ray Stevens                    | Nora Perry Jane Webster             | Thomas Kihlström Gillian Gilks              |
| 1982      | Torbjörn Pettersson         | Sally Podger            | Torbjörn Pettersson Lars Wengberg               | Gillian Gilks Gillian Clark         | Billy Gilliland Karen Chapman               |
| 1983      | Misbun Sidek                | Kenneth Larsen          | Rashid Sidek Misbun Sidek                       | Sally Podger Karen Beckman          | Mike Butler Claire Backhouse                |
| 1984      | Michael Kjeldsen            | Hong Chen               | Razif Sidek Misbun Sidek                        | Gillian Gowers Karen Chapman        | Nigel Tier Gillian Gowers                   |
| 1985      | Jens Peter Nierhoff         | Claire Backhouse-Sharpe | Jens Peter Nierhoff Henrik Svarrer              | Johanne Falardeau Denyse Julien     | Billy Gilliland Nora Perry                  |
| 1986      | nicht ausgetragen           | nicht ausgetragen       | nicht ausgetragen                               | nicht ausgetragen                   | nicht ausgetragen                           |
| 1987      | Park Sung-bae               | Chun Sung-suk           | Lee Deuk-choon Lee Sang-bok                     | Cho Young-suk Kim Jung-ja           | Andy Goode Gillian Gowers                   |
| 1988      | Steve Butler                | Zheng Baojun            | Jens Peter Nierhoff Henrik Svarrer              | Erica van Dijck Eline Coene         | Henrik Svarrer Erica van Dijck              |
| 1989      | Anders Nielsen              | Denyse Julien           | Bryan Blanshard Mike Bitten                     | Jung Eun-hwa Shon Hye-joo           | Mike Bitten Doris Piché                     |
| 1990      | Fung Permadi                | Vlada Chernyavskaya     | Ong Ewe Chye Rahman Sidek                       | Denyse Julien Doris Piché           | Bryan Blanshard Denyse Julien               |
| 1991      | Steve Butler                | Elena Rybkina           | Jalani Sidek Razif Sidek                        | Gillian Gowers Sara Sankey          | Nick Ponting Gillian Gowers                 |
| 1992      | Ahn Jae-chang               | Hisako Mizui            | Cheah Soon Kit Soo Beng Kiang                   | Pernille Dupont Lotte Olsen         | Thomas Lund Pernille Dupont                 |
| 1993      | Thomas Stuer-Lauridsen      | Camilla Martin          | Thomas Lund Jon Holst-Christensen               | Christine Magnusson Lim Xiaoqing    | Thomas Lund Christine Magnusson             |
| 1994      | Lioe Tiong Ping             | Pernille Nedergaard     | Ade Sutrisna Candra Wijaya                      | Rikke Olsen Helene Kirkegaard       | Jürgen Koch Irina Serova                    |
| 1995      | Lee Kwang-jin               | Bang Soo-hyun           | Ha Tae-kwon Kang Kyung-jin                      | Gil Young-ah Jang Hye-ock           | Kim Dong-moon Gil Young-ah                  |
| 1996 1998 | nicht ausgetragen           | nicht ausgetragen       | nicht ausgetragen                               | nicht ausgetragen                   | nicht ausgetragen                           |
| 1999      | Brian Abra                  | Charmaine Reid          | Wen Wang Darryl Yung                            | Robbyn Hermitage Milaine Cloutier   | Iain Sydie Denyse Julien                    |
| 2000      | Jyri Aalto                  | Takako Ida              | Ma Che Kong Yau Tsz Yuk                         | Joanne Davies Sarah Hardaker        | Peter Blackburn Rhonda Cator                |
| 2001      | nicht ausgetragen           | nicht ausgetragen       | nicht ausgetragen                               | nicht ausgetragen                   | nicht ausgetragen                           |
| 2002      | Colin Haughton              | Petra Overzier          | Brian Prevoe Philippe Bourret                   | Liza Parker Suzanne Rayappan        | Kristian Roebuck Natalie Munt               |
| 2003      | Hong Seung-ki               | Lee Eun-woo             | Hwang Ji-man Jung Hoon-min                      | Lee Eun-woo Ha Jung-eun             | Hwang Ji-man Lee Eun-woo                    |
| 2004      | Aamir Ghaffar               | Julia Mann              | Paul Trueman Ian Palethorpe                     | Liza Parker Suzanne Rayappan        | Kristian Roebuck Liza Parker                |
| 2005      | Hariawan                    | Lee Yun-hwa             | Han Sung-wook Kang Kyung-jin                    | Jun Woul-sik Ra Kyung-min           | Kang Kyung-jin Ha Jung-eun                  |
| 2006      | Toby Honey                  | Eva Lee                 | William Milroy Mike Beres                       | Mesinee Mangkalakiri Eva Lee        | Howard Bach Eva Lee                         |
| 2007      | Lee Tsuen Seng              | Lee Yun-hwa             | William Milroy Mike Beres                       | Hwang Yu-mi Ha Jung-eun             | William Milroy Tammy Sun                    |
| 2007 2009 | nicht ausgetragen           | nicht ausgetragen       | nicht ausgetragen                               | nicht ausgetragen                   | nicht ausgetragen                           |
| 2010      | Taufik Hidayat              | Zhu Lin                 | Fang Chieh-min Lee Sheng-mu                     | Chien Yu-chin Cheng Wen-hsing       | Lee Sheng-mu Cheng Wen-hsing                |
| 2011      | Marc Zwiebler               | Cheng Shao-chieh        | Ko Sung-hyun Lee Yong-dae                       | Cheng Shu Bao Yixin                 | Michael Fuchs Birgit Michels                |
| 2012      | Chou Tien-chen              | Nozomi Okuhara          | Takeshi Kamura Keigo Sonoda                     | Misaki Matsutomo Ayaka Takahashi    | Ryota Taohata Ayaka Takahashi               |
| 2013      | Tan Chun Seang              | Nitchaon Jindapol       | Maneepong Jongjit Nipitphon Puangpuapech        | Yu Xiaohan Huang Yaqiong            | Lee Chun Hei Chau Hoi Wah                   |
| 2014      | Lee Hyun-il                 | Michelle Li             | Liang Jui-wei Lu Chia-bin                       | Choi Hye-in Lee So-hee              | Max Schwenger Carla Nelte                   |
| 2015      | Lee Chong Wei               | Michelle Li             | Li Junhui Liu Yuchen                            | Jwala Gutta Ashwini Ponnappa        | Lee Chun Hei Reginald Chau Hoi Wah          |
| 2016      | B. Sai Praneeth             | Michelle Li             | Manu Attri B. Sumeeth Reddy                     | Setyana Mapasa Gronya Somerville    | Đỗ Tuấn Đức Phạm Như Thảo                   |
| 2017      | Kanta Tsuneyama             | Saena Kawakami          | Peter Briggs Tom Wolfenden                      | Mayu Matsumoto Wakana Nagahara      | Kim Won-ho Shin Seung-chan                  |
| 2018      | Lu Guangzu                  | Li Xuerui               | Marcus Ellis Chris Langridge                    | Ayako Sakuramoto Yukiko Takahata    | Marcus Ellis Lauren Smith                   |
| 2019      | Li Shifeng                  | An Se-young             | Mathias Boe Mads Conrad-Petersen                | Setyana Mapasa Gronya Somerville    | Ko Sung-hyun Eom Hye-won                    |
| 2020 2021 | abgesagt                    | abgesagt                | abgesagt                                        | abgesagt                            | abgesagt                                    |
| 2022      | Alex Lanier                 | Michelle Li             | Ayato Endo Yuta Takei                           | Rena Miyaura Ayako Sakuramoto       | Ye Hong-wei Lee Chia-hsin                   |
| 2023      | Lakshya Sen                 | Akane Yamaguchi         | Kim Astrup Anders Skaarup Rasmussen             | Nami Matsuyama Chiharu Shida        | Hiroki Midorikawa Natsu Saito               |
| 2024      | Koki Watanabe               | Busanan Ongbumrungpan   | Kim Astrup Anders Skaarup Rasmussen             | Rin Iwanaga Kie Nakanishi           | Jesper Toft Amalie Magelund                 |
| 2025      | Kenta Nishimoto             | Manami Suizu            | Lee Fang-chih Lee Fang-jen                      | Benyapa Aimsaard Nuntakarn Aimsaard | Ruttanapak Oupthong Jhenicha Sudjaipraparat |